# Herman Groman

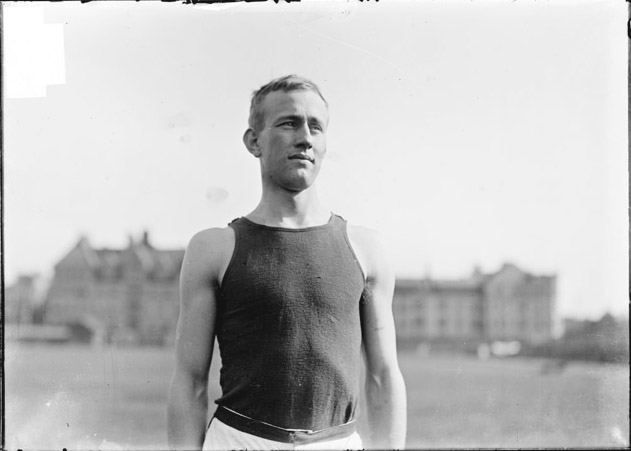

Herman Charles Groman (Odebolt, Iowa, 18 de agosto de 1882 - Whitehall, Michigan, 23 de julio de 1954) fue un atleta estadounidense que corrió a principios del siglo XX y que se especializó en los 400 metros.
En 1904 tomó parte en los Juegos Olímpicos de San Luis, en el que ganó la medalla de plata en los 400 metros, por detrás de Frank Waller y Harry Hillman.

## Mejores marcas
- 400 metros lisos. 49,9 ", en 1904.